# Bordesley Abbey
Bordesley Abbey (Bordeslega) ist eine ehemalige Zisterziensermönchsabtei rund 1 km nordnordöstlich von Redditch in Worcestershire in England und 0,5 km östlich der Straße A 441.

## Geschichte
Das Kloster wurde 1138 von Waleran de Beaumont, dem Grafen von Meulan und Earl von Worcester, als Tochterkloster von Garendon Abbey und erneut im Jahr 1141 von der Königin Mathilda, die das Land als ihr Eigentum beanspruchte, gestiftet und gehörte damit der Filiation von Cîteaux an. Es gründete die Tochterklöster Merevale Abbey (1148), Flaxley Abbey (1151) und Stoneleigh Abbey (1155 mit Vorgängergründung zwischen 1138 und 1147). Obwohl das Kloster als königliches Kloster galt, war es im Mittelalter in Schwierigkeiten, erholte sich aber vom 14. Jahrhundert an. Die Mönche betrieben die Metallverarbeitung und die Herstellung von Fliesen. 1538 wurde das Kloster aufgelöst und als Lehen an Thomas Evans vergeben, fiel jedoch bald an die Lords Windsor. Die Gebäude wurden bald abgebrochen. Lediglich das Torhaus und die St.-Stephans-Kapelle erhielten sich noch längere Zeit, die letztere bis 1807. Das Gelände gehörte bis ins 20. Jahrhundert den Lords Windsor, den späteren Earls of Portsmouth. Heute liegt die Anlage in einem öffentlichen Park. Die Universität Reading führt das „Bordesley Abbey Project“ durch.

## Bauten und Anlage
Die regelmäßige Anlage entsprach im Wesentlichen dem Bernhardinischen Plan mit der kreuzförmigen, dreischiffigen Kirche im Norden, rechteckig geschlossenem Chor, Querhaus mit je drei Seitenkapellen an beiden Armen im Osten, Langhaus zu sieben Jochen, der Klausur im Süden der Kirche, wobei das Südquerhaus in den Kreuzgang einsprang und diesen unterbrach, einem verhältnismäßig großen Kapitelsaal mit sechs Säulen im Osten, Küche, Kalefaktorium und Refektorium im Süden, letzteres rechtwinklig zum Kreuzgang gelegen, und dem Gästehaus, wohl im Bereich des früheren Laienbrüderflügels, im Westen. Insbesondere vom Ostteil der Kirche sind größere Reste erhalten. Verschiedene ausgegrabene Reste sind in das County Museum in Hartlebury Castle gelangt.